# Città Sant'Angelo
Città Sant'Angelo es un municipio situado en el territorio de la Provincia de Pescara, en Abruzos (Italia).

## Demografía
| Gráfica de evolución demográfica de Città Sant'Angelo entre 1861 y 2001 |
|                                                                         |
| fuente ISTAT - elaboración gráfica a cargo de Wikipedia                 |

 Es el cuarto municipio por poblaciòn de la provincia, despuès Pescara, Montesilvano y Spoltore y el decimoctavo en Abruzos. Al 31 de diciembre de 2016 los residentes extranjeros eran 830. Los inmigrantes más numerosos en Città Sant'Angelo son: los romenos (288), los albanès (85) y los marroquì (62).

## Deporte
El equipo de futbol de la ciudad es la Renato Curi Angolana, fondada en 1998, despuès de la fusiòn entre la Renato Curi, que fue el segundo equipo de Pescara, y l'Angolana de Città Sant'Angelo. Milita en Eccellenza Abruzzo.